# Palazzo dei Priori (Volterra)

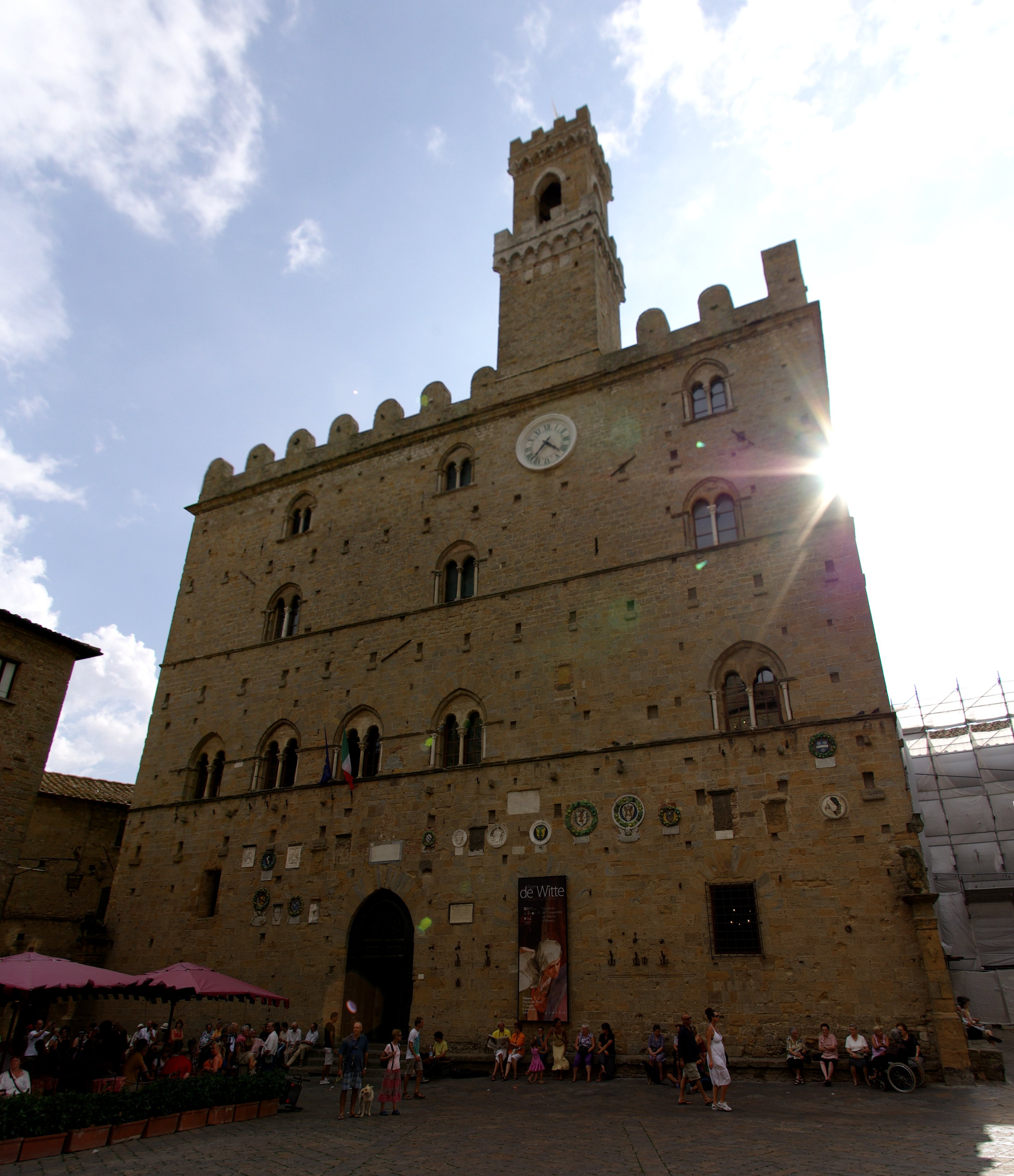
Der Palazzo dei Priori, Hauptfassade zur Piazza dei Priori

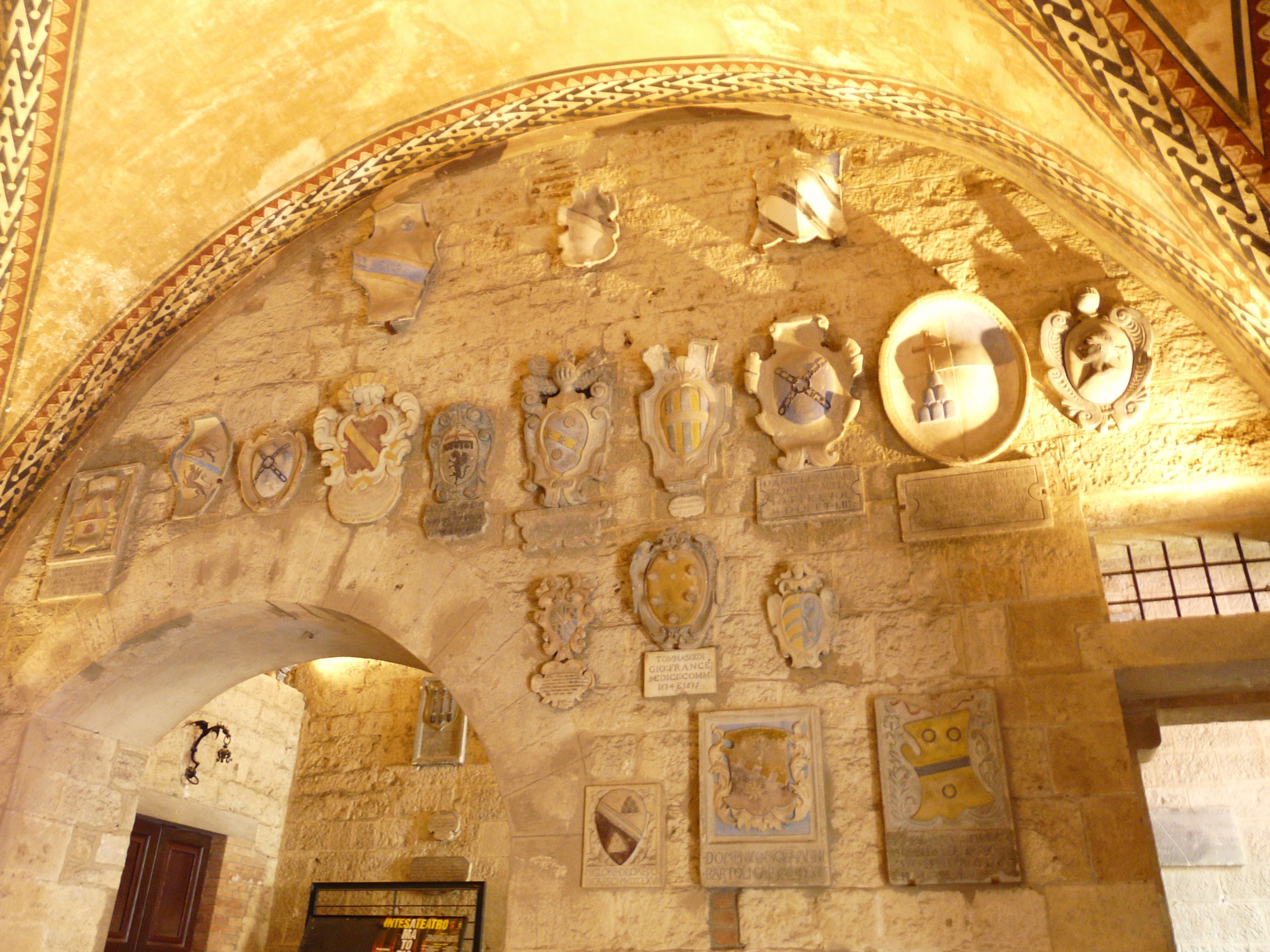
Blick auf Wappenschilde im Inneren des Palastes

Der Palazzo dei Priori ist ein Kommunalpalast in der toskanischen Stadt Volterra. Er ist der älteste Palast dieser Art in der Toskana, der noch erhalten ist.

## Lage und Baugeschichte

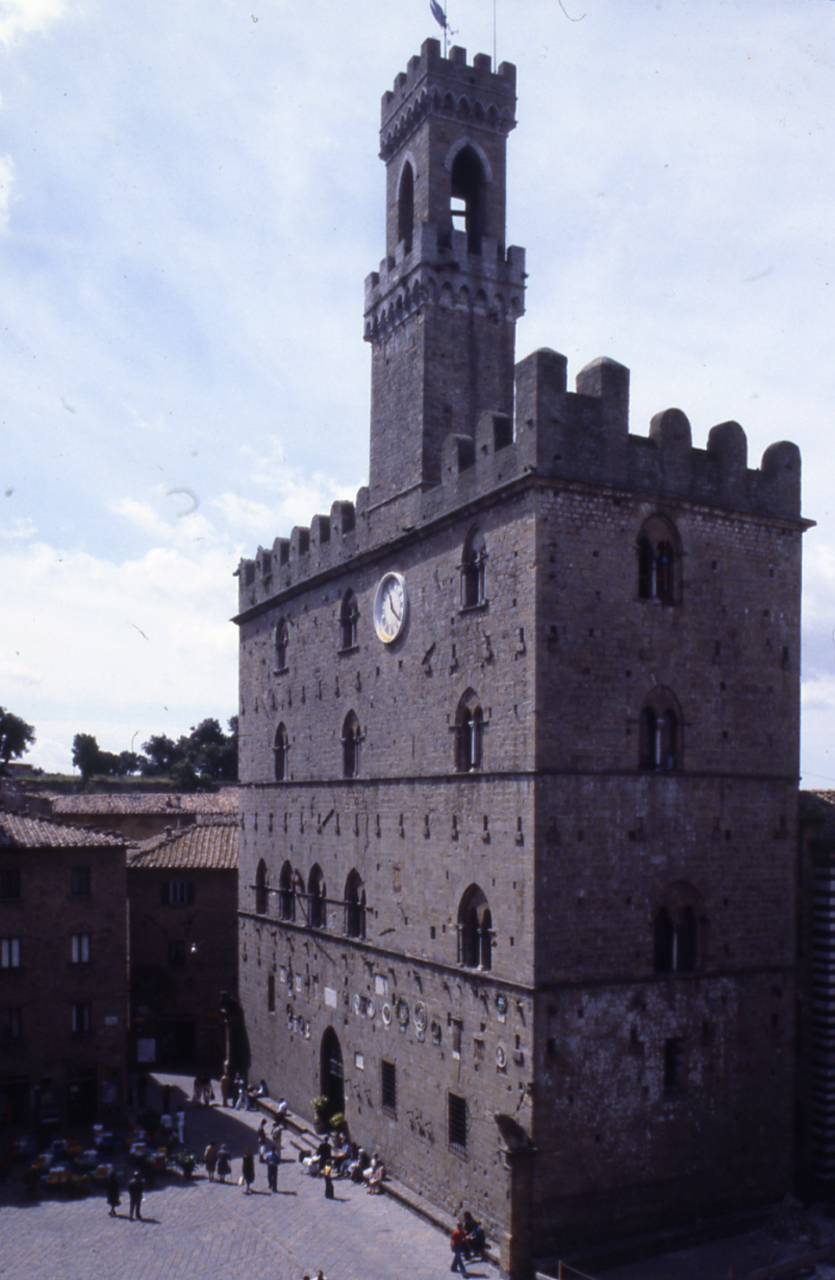
Foto von Paolo Monti, 1978

Der Palast liegt im historischen Zentrum von Volterra an der Piazza dei Priori. Auf dem Platz befand sich eine Ulme, unter ihr berieten sich die Konsuln der Stadt vor dem Bau des Palastes.
Der Palast wurde von 1208 bis 1254 oder 1257 errichtet. Er war zum Zeitpunkt der Errichtung eine architektonische Neuheit italienischer Kommunalpaläste. Bis dahin hatten öffentliche Gebäude zumeist über der offenen Markthalle des Untergeschosses lediglich ein weiteres Geschoss für den Ratssaal, so beispielsweise in Bergamo, Mailand oder Como. Im Verhältnis zu ihrer Höhe waren diese Bauten auch sehr breit. Bei diesem Palast wurden gleich drei weitere Geschosse über der ursprünglich offenen Halle des Erdgeschosses errichtet. Die Arkaden der Halle des Erdgeschosses waren beim Bau spitzbögig, nach dem Fall Volterras an Florenz 1361 wurden die Arkaden von den Florentinern 1472 zugemauert. Auch hatte der Bau im Urzustand umlaufende hölzerne Galerien, zu erkennen an den Pfostenlöchern der Außenwände. Insgesamt entstand so ein neuer Typus städtischer Monumentalarchitektur, dazu heißt es: "(...) wird hier eine neue Form des monumentalen Stadthauses gefunden, die aus dem Geist der toskanischen Wohnarchitektur entstanden ist und dem Bilde der hoch- und enggebauten Bergstadt entspricht.". Dennoch gilt die Architektur als "streng". Diese neue Bauweise wurde zum Vorbild für den nur wenige Jahrzehnte danach errichteten berühmten Palazzo Vecchio.
Der Turm des Palastes ist fünfeckig und asymmetrisch angelegt. Bei einem Erdbeben 1846 wurde der Turmaufsatz beschädigt und danach rekonstruiert, allerdings dabei stark verändert. Die Zinnen des Gebäudes entsprechen auch nicht mehr ihrem ursprünglichen Aussehen, die abgerundete Form dürfte nachträglich entstanden sein.
An der Vorderseite befinden sich die Wappen der ehemaligen Florentiner Statthalter, teilweise aus Terrakotta, sonst aus Stein gearbeitet. An der rechten Eckseite des Palastes ist eine Figur des florentinischen Marzocco auf einer Säule aufgestellt.
Die Biforienfenster entsprechen klassischer gotischer Architektur des 13. Jahrhunderts.

## Inneres und Nutzung
Im ersten Stock befand sich der Ratssaal, sein Gewölbe allerdings wurde erst später, 1516, eingezogen. Die heute sichtbaren Ausmalungen entstanden erst nach dem Erdbeben von 1846. Darüber befanden sich die Küche und ein Speisesaal, noch ein Stockwerk höher die Schlaf- und Wohngemächer.
Der Palast war bis zum Verlust der Eigenständigkeit seit 1218 Sitz des jeweiligen Podestà Volterras, danach der florentinischen Prioren und Kommissare, auch im Inneren hinterließen sie ihre Wappenschilder.
Im Palast befindet sich heute neben der Stadtverwaltung eine Pinakothek. Gezeigt wird toskanische Malerei aus dem 14. und 15. Jahrhundert im Zusammenhang mit den Ausstellungsstücken des benachbarten Museo Diocesano di Arte Sacra di Volterra stehend.
An klaren Tagen beträgt die Sichtweite von der obersten Turmplattform mehr als 50 Kilometer weit bis zum Golf von Piombino.